# 錫蘭管螺
錫蘭煙管蝸牛（學名：Phaedusa ceylanica）是一种會呼吸空气的蜗牛，属于烟管蜗牛科管螺属的陆生肺螺類腹足纲软体动物。该物种是斯里兰卡的特有種。